# Richard Sachse (Generalleutnant)

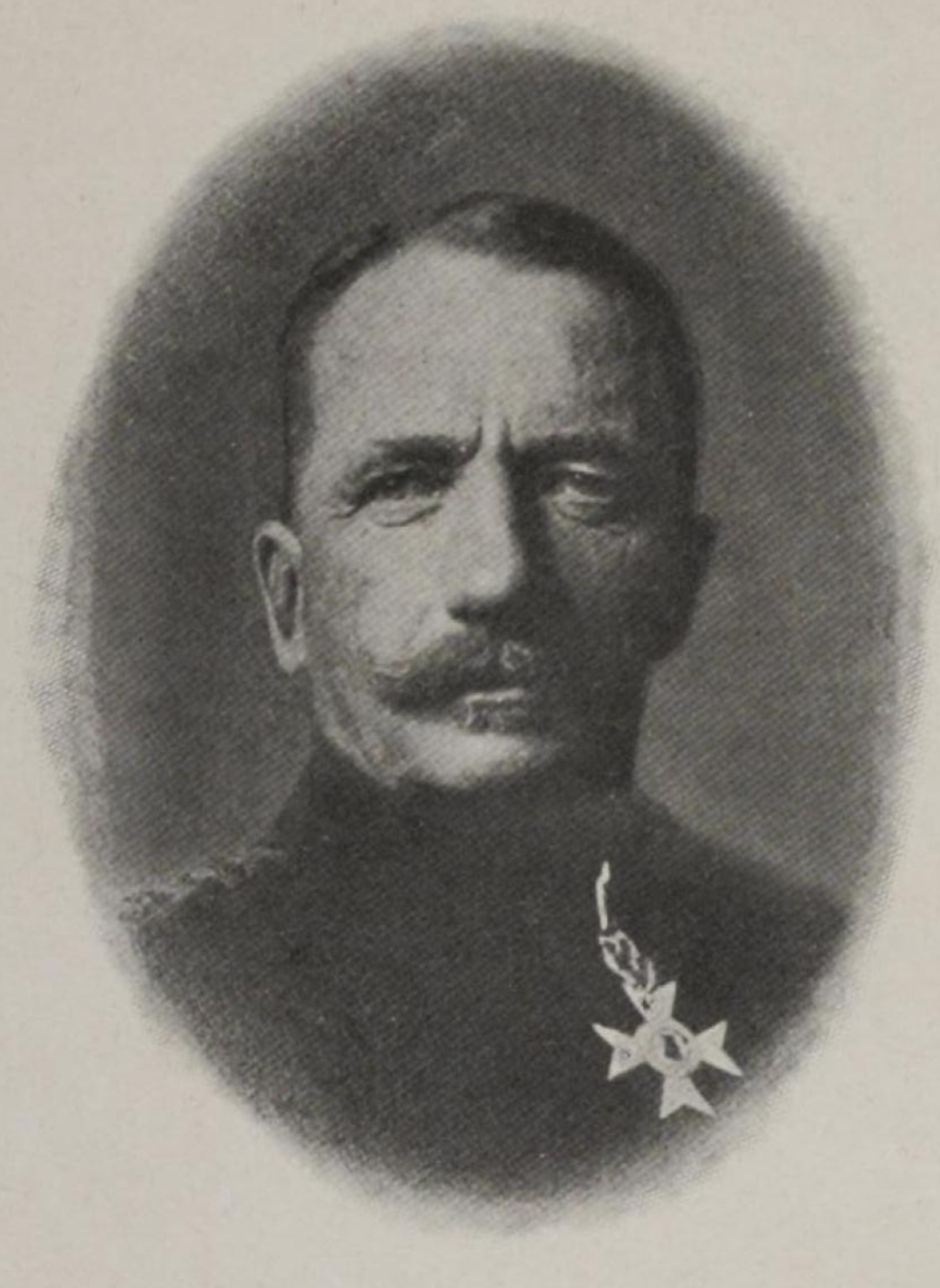
Richard Sachse

Johann Richard Sachse (* 17. Oktober 1847 in Dresden; † 3. Juni 1923 in Niederlößnitz) war ein königlich-sächsischer Generalleutnant. Nach seinem ersten Abschied aus dem Militär 1900 als Generalmajor gehörte er dem Gemeinderat von Niederlößnitz an und wurde einer der Stifter des Waldparks Radebeul-West. Während des Ersten Weltkriegs wurde Sachse noch einmal zum Militärdienst verwendet.

## Leben und Wirken
Sachse trat 1866 als Portepeefähnrich in die Sächsische Armee ein, avancierte im selben Jahr zum Sekondeleutnant und nahm 1870/71 am Krieg gegen Frankreich teil. Im weiteren Verlauf seiner Militärkarriere stieg er zum Oberstleutnant auf und war Chef der Militär-Ökonomie-Abteilung im Kriegsministerium. In dieser Stellung wurde Sachse am 20. April 1895 zum Oberst befördert und 1896 übernahm er von Paul von Hingst das Kommando über das 2. Grenadier-Regiment Nr. 101 „Kaiser Wilhelm, König von Preußen“ in der Dresdner Grenadierkaserne in der Albertstadt. Er kommandierte diesen Verband bis 1899, als er sie an Oberst Paul Vitzthum von Eckstädt übergab und von Lothar von Hausen die 3. Infanterie-Brigade Nr. 47 (innerhalb der 2. Division Nr. 24) in Leipzig mit gleichzeitiger Ernennung zum Generalmajor übernahm. Er übergab sein Kommando am 29. März 1900 an Alexander von Friesen, wurde zunächst zu den Offizieren von der Armee versetzt und am 24. August 1900 in Genehmigung seines Abschiedsgesuches mit Pension und der Berechtigung zum Tragen seiner Uniform zur Disposition gestellt. Anlässlich seiner Verabschiedung verlieh ihm König Albert das Komturkreuz II. Klasse des Zivilverdienstordens.
Sachse zog nach Niederlößnitz, wo er sich eine Villa in der Oberen Bergstraße 45 kaufte. Ab 1904 bis zum Ausbruch des Ersten Weltkriegs 1914 gehörte Sachse dem Niederlößnitzer Gemeinderat an. Um 1907 war er Vorsitzender des Konservativen Landesvereins in Sachsen.
Während des Ersten Weltkriegs wurde er als z.D.-Offizier wiederverwendet und war Delegierter der Freiwilligen Krankenpflege beim Stellvertretenden Generalkommando des XII. (I. Königlich Sächsisches) Armee-Korps. Als solcher erhielt Sachse am 14. Juni 1915 den Charakter als Generalleutnant mit dem Prädikat Exzellenz.

## Auszeichnungen
Laut Adressbuch von 1918 waren Sachse die folgenden Auszeichnungen und Ehrungen zuerkannt worden:
- Komtur II. Klasse des Albrechts-Ordens
- Dienstauszeichnungskreuz
- Komtur des Bayerischen Militärverdienstordens
- Komtur II. Klasse des Ordens Philipps des Großmütigen
- Ordens der Eisernen Krone II. Klasse
- Roter Adlerordens III. Klasse
- Königlichen Kronen-Ordens  II. Klasse
- Reußisches Ehrenkreuz II. Klasse
- Komtur II. Klasse des Herzoglich Sachsen-Ernestinischen Hausordens
- Großoffizier des Ordens der Siamesischen Krone
- Komtur II. Klasse des Friedrichs-Ordens
- silberne Carola-Medaille